# Elateropsis foliaceus
Elateropsis foliaceus là một loài bọ cánh cứng trong họ Cerambycidae.